# Tina Kaiser (Journalistin)
Tina Kaiser (* 1978) ist eine deutsche Journalistin und Reporterin.

## Leben
Kaiser hat an der Universität zu Köln Volkswirtschaftslehre studiert und mit einem Diplom abgeschlossen. Parallel absolvierte sie eine Ausbildung an der Kölner Journalistenschule für Politik und Wirtschaft. Sie gehört zum Ausbildungsjahrgang 1998. Schon während des Studiums arbeitete sie als freie Journalistin, vor allem für die Welt am Sonntag. Im April 2005 begann sie als Redakteurin für das Wirtschaftsressort der Welt am Sonntag. Nach der Zusammenlegung von Welt am Sonntag und Welt arbeitete sie auch für Welt. Zum Ausbruch der Finanzkrise ging sie im Sommer 2008 als Wirtschaftskorrespondentin der Welt-Gruppe nach London und berichtete von dort fast fünf Jahre über Banken- und Eurokrise, schrieb viele Reportagen und Porträts. Im April 2013 zog sie von London nach New York. Als U.S. Business Correspondent reiste sie quer durch die USA, schrieb über Texanische Ölmillionäre ebenso wie über die Wiedergeburt der Metropole Detroit und interviewte berühmte Wirtschaftswissenschaftler wie Alan Greenspan, Paul Romer, Dani Rodrik, Daron Acemoglu oder Angus Deaton. Nach ihrer Rückkehr nach Berlin arbeitete Kaiser von Mai 2016 bis Januar 2022 im Ressort Investigation und Reportage der Welt. Dort war sie für große Reportagen, Langzeitrecherchen und Porträts zuständig. Im Februar 2022 wechselte sie als Autorin ins Hauptstadtbüro von stern und Capital.

## Arbeit
Kaiser schrieb nach ihrer Rückkehr nach Deutschland 2016 zunächst in erster Linie über innenpolitische Themen. Neben politischen Reportagen und Porträts beschäftigte sie sich häufiger in ihren Texten mit Klima- und Meeresschutz. Zusammen mit dem Welt-Reporter Marc Neller drehte sie Anfang 2020 einen Kurzfilm über ein Meeresschutzprojekt in Indonesien.
Seit ihrem Wechsel zum Stern schrieb Kaiser zwar weiterhin Reportagen, fokussierte sich Kaiser aber insbesondere auf investigative Projekte. 2022 gelang ihr zusammen mit der Hobbydetektiv-Gruppe „Hildbusters“, was deutsche Sicherheitsbehörden nicht geschafft hatten: Sie spürte den von Interpol gesuchten, antisemitischen, rechtsextremen Verschwörungsideologen Attila Hildmann in seinem Versteck in der türkischen Gemeinde Kartepe auf. Dies gelang ihrem Team und ihr über eine OSINT-Recherche: Hildmann hatte in seinem privaten Telegram-Kanal ein Video eines Tierarztbesuchs gepostet. Die gesprungene Bodenfliesen im Video führten das Rechercheteam schließlich zu Hildmanns Aufenthaltsort. Ein Team von stern TV um Reporterin Sophia Maier begleitet Kaiser in die Türkei, um die Konfrontation von Hildmann mit der Kamera festzuhalten.
Seit 2022 wirkt Kaiser unter anderem an dem crossmedialen Investigativ-Projekt „stern Investigativ“ von stern und RTL mit. Bei der Pilot-Ausgabe „Inside Tesla“ deckte ein Team um Kaiser, Christian Esser und Manka Heise schwere Verstöße gegen Arbeitsschutz und Umweltauflagen im Tesla-Werk in Grünheide auf. Das Team veröffentlichte die Enthüllungen in diversen Artikeln, einer 60-minütigen Doku und einer Podcast-Serie.
In der zweiten Ausgabe von „stern Investigativ“ hatte ein Rechercheteam um Kaiser, Birte Meier, Marc Neller und anderen stern- und RTL-Reportern exklusive Einblicke in Hunderttausende Ermittlerakten zu der mutmaßlichen terroristischen Vereinigung um Heinrich XIII. Prinz Reuß, der selbsternannten „Patriotischen Union“. Auch an der dritten Ausgabe "Inside Charité" von „stern Investigativ“ war Kaiser als Recherche-Koordinatorin beteiligt.

## Auszeichnungen und Nominierungen
- 2024 Journalisten des Jahres 2024, Platz 2 Kategorie Team („Medium Magazin“) für "stern Investigativ"[23]
- 2024 Beste deutschsprachige Recherchen 2024, Global Investigative Journalism Network, für "stern Investigativ: Inside Charité"[24]
- 2024 Nominierung Deutscher Reporter:innenpreis, Kategorie: Bestes Interview, "Ich hab Prinz Reuß als Geldgeber gebraucht" (Interview mit Maximilian Eder)[25]
- 2024 Nominierung Deutscher Reporter:innenpreis, Kategorie: Beste Investigation, für "stern Investigativ: Inside Charité"[25]
- 2024 Gewinnerin Helmut-Schmidt-Journalistenpreis (1. Platz) für "stern Investigativ: Inside Tesla"[26]
- 2024 Gewinnerin Otto-Brenner-Preis (2. Platz) für "stern Investigativ: Inside Tesla"[27]
- 2024 Gewinnerin Deutscher Journalistenpreis, Kategorie: Mobilität & Logistik, für "stern Investigativ: Inside Tesla - Außer Kontrolle"[28]
- 2024 Short List Egon-Erwin-Kisch-Preis 2024,[29] für "Husemeiers Heimsuchung"[30]
- 2024 Nominierung[31] stern-Preis 2024, Kategorie: "Geschichte des Jahres" und "Investigation" für „stern Investigativ: Inside Tesla“[32]
- 2024 Nominierung Deutscher Podcastpreis 2024, Kategorie: Beste Information für „stern Investigativ: Inside Tesla“[33]
- 2023 Journalisten des Jahres 2023, Platz 2 Kategorie Team („Medium Magazin“) für „stern Investigativ: Inside Tesla“[34]
- 2023 Beste Recherchen 2023, Global Investigative Journalism Network für „stern Investigativ: Inside Tesla“[35]
- 2023 Nominierung Deutscher Reporter:innenpreis, Kategorie „Investigation“, für „stern Investigativ: Inside Tesla“[36]
- 2023 Nominierung Deutscher Journalistenpreis, für „Die Todes-Kreuzung“[37], stern[38]
- 2022 Beste Investigative Recherchen 2023 in Deutschland, Global Investigative Journalism Network, für Attila-Hildmann-Recherche: „Die Jagd“, stern[39]
- 2022 Nominierung Deutscher Reporter:innenpreis, Kategorie „Reportage“, für „Baum fällt“, stern[40]
- 2021 Gewinnerin Deutscher Journalistenpreis, Kategorie IT & Kommunikation, für "Chinas heimliche Propagandisten", Welt am Sonntag, mit Christina Brause, Anette Dowideit, Maximilian Kalkhof[41]
- 2021 Gewinnerin Deutscher Journalistenpreis, Kategorie „Innovation &Nachhaltigkeit“, "Die Reparatur der Ozeane", Welt am Sonntag, mit Marc Neller[42]
- 2020 Gewinnerin Theodor-Wolff-Preis, Kategorie „Reportage überregional“, für „Nahkampf“, Welt am Sonntag[43]
- 2020 Gewinnerin Medienpreis Mittelstand Nord+Ost, Kategorie „Print“, für „Exzess als Geschäftsmodell“, Die Welt, mit Christina Brause[44]
- 2020 Nominierung Deutscher Reporter:innenpreis, Kategorie „Beste Reportage“, für „Letzte Runde“, Welt, mit Marc Neller[45]
- 2019 Nominierung Deutscher Reporter:innenpreis, Kategorie „Beste Reportage“, „Nahkampf“, Welt am Sonntag[46]
- 2019 Finalistin Deutscher Journalistenpreis[47]
- 2018 Nominierung Deutscher Reporter:innenpreis, Kategorie „Beste Wissenschaftsreportage“[48]
- 2018 Nominierung Theodor-Wolff-Preis, Kategorie „Reportage überregional“, für „Der Volksvertreter“, Welt am Sonntag[49]
- 2016 Nominierung Deutscher Reporterpreis, Kategorie „Beste Freie Reportage“[50]
- 2015 Journalistenpreis Informatik, für "Die Menschenversteher, Welt am Sonntag, mit Thomas Jüngling, Benedikt Fuest, Thomas Heuzeroth[51]
- 2014 Deutschlands Top-Medienfrauen „Die 500“, Medien-Fachportal Newsroom.de[52]
- 2014 State-Street-Preis für Finanzjournalisten, Kategorie "Interview" für "Alan Greenspan: Wir konnten nichts tun", Welt am Sonntag[53]
- 2012 Finalistin Deutscher Journalistenpreis, Kategorie „Vermögensverwaltung“[54]
- 2012 Ludwig-Erhard-Preis für Wirtschaftspublizistik, für "Die Bilanzenversteher", Welt am Sonntag (Förderpreis)[55][56]
- 2011 PSD Journalistenpreis, für "Die Bilanzenversteher", Welt am Sonntag[57]